# V 에어
V 에어(중국어: 威航, 영어: V Air)은 중화민국의 저가 항공사로 2014년에 운항하기 시작했다. 중화민국의 항공사인 트랜스아시아 항공이 지분 100%를 가지고 있었다. 대만에서 반경 4시간 내의 동북/동남 아시아 지역으로 취항하여 노선망을 넓힐 예정이다. 에어버스 A321-200 2대를 운항 중이며, 2016년까지 6대로 늘릴 계획이었다. 하지만 2016년 10월 1일 운항중단을 선언하여 현재는 운항하고 있지 않다. 또한 모기업이었던 트랜스아시아 항공도 경영난으로 2016년 11월 22일에 운항 중단을 하였다.

## 역사[3]
- 2013년 11월 15일: CAA로부터 대만 최초 저가 항공 설립 인가 획득
- 2014년 1월 23일: 항공사 명 V 에어 공식 발표
- 2014년 3월 24일: 회사 로고 발표 및 공식 웹사이트와 페이스북 페이지 출범
- 2014년 9월 18일: V 에어 승무원 유니폼 및 대만식 기내 서비스 공개
- 2014년 11월 27일: 운항증명(Air Operation Certificate, AOC) 취득
- 2014년 12월 17일: 타이베이 (타오위안) - 방콕 (돈므앙) 노선 첫 취항
- 2015년 1월 6일: 타이베이 (타오위안) - 씨엠립 전세편 취항
- 2015년 1월 7일: 타이베이 (타오위안) - 치앙마이 취항
- 2016년 10월 1일: 전 노선 운행 중단

## 운항 노선
- 2016년 10월 1일 도산 전까지 V 에어는 다음과 같은 노선을 운항하였다.

- 대만
  - 타이베이 - 타이완 타오위안 국제공항 허브
- 대한민국
  - 부산 - 김해국제공항
- 일본
  - 도쿄 - 하네다 국제공항
  - 오사카 - 간사이 국제공항
  - 나고야 - 주부 센토레아 국제공항
  - 오키나와 - 나하 공항
  - 이바라키 - 이바라키 공항
  - 후쿠오카 - 후쿠오카 공항
- 캄보디아
  - 씨엠립 - 씨엠립 국제공항 전세편
- 태국
  - 방콕 - 돈므앙 국제공항
  - 치앙마이 - 치앙마이 국제공항